# كأس السوبر التونسي لكرة السلة للسيدات
كأس السوبر التونسي لكرة السلة للسيدات هي مسابقة في رياضة كرة السلة في تونس تجمع بطل تونس والفائز بكأس تونس.

## التاريخ
تم إنشاء كأس السوبر التونسي لكرة السلة للسيدات في عام 2014، وهي مبادرة من الجامعة التونسية لكرة السلة لتشجيع المنافسة والتنوع في الرياضة النسائية. تقام المسابقة عادة في بداية الموسم الرياضي، وتعتبر فرصة للفرق المشاركة لاختبار مستواها والتحضير للبطولة الوطنية والمسابقات القارية.
لم تلعب المسابقة في الفترة ما بين 2015 و2017 بسبب عدم توافر مواعيد مناسبة في التقويم الرياضي. تم استئناف المسابقة في عام 2018، وتواصلت في السنوات التالية.

## الفائزين
حتى عام 2021، تم تنظيم ست نسخ من كأس السوبر التونسي لكرة السلة للسيدات، وفاز بها ثلاثة فرق مختلفة. النادي الرياضي الصفاقسي هو الفريق الأكثر تتويجا بالمسابقة، حيث حقق اللقب مرتين في عامي 2014 و2018. النادي الرياضي النسائي بنابل فاز باللقب مرة واحدة في عام 2019، والأمل الرياضي بالوطن القبلي فاز باللقب ثلاث مرات في عامي 2020، 2021 و2022.
| السنة | الفائز                       | الوصيف                       |
| ----- | ---------------------------- | ---------------------------- |
| 2014  | النادي الرياضي الصفاقسي      | النادي الرياضي النسائي بنابل |
| 2015  | لم تلعب                      | -                            |
| 2016  | لم تلعب                      | -                            |
| 2017  | لم تلعب                      | -                            |
| 2018  | النادي الرياضي الصفاقسي      | النادي الرياضي النسائي بنابل |
| 2019  | النادي الرياضي النسائي بنابل | النادي الرياضي الصفاقسي      |
| 2020  | الأمل الرياضي بالوطن القبلي  | النادي الرياضي النسائي بنابل |
| 2021  | الأمل الرياضي بالوطن القبلي  | النادي الرياضي الصفاقسي      |
| 2022  | الأمل الرياضي بالوطن القبلي  | النادي الرياضي النسائي بنابل |

- 2014: النادي الرياضي الصفاقسي.
- 2015 - 2017: لم تلعب.
- 2018: النادي الرياضي الصفاقسي.

## مقالات ذات صلة
- كأس السوبر التونسي لكرة السلة للرجال
- الجامعة التونسية لكرة السلة

## روابط خارجية
- الموقع الرسمي للجامعة.